# Белоусовка (Амурская область)
Белоу́совка — село в Серышевском районе Амурской области, Россия. Входит в Лебяжьевский сельсовет.
Основано в 1928 году. Названо по фамилии первого поселенца – Белоусова.

## География
Село Белоусовка стоит на правом берегу реки Томь, примерно в 14 км до впадения её в Зею.
Село Белоусовка расположено к юго-западу от пос. Серышево, расстояние до районного центра (через Липовку и административный центр Лебяжьевского сельсовета село Лебяжье) — 26 км.

## Население
| 2002 | 2010 | 2012 | 2013 | 2014 | 2015 | 2016 |
| ---- | ---- | ---- | ---- | ---- | ---- | ---- |
| 64   | ↗65  | ↘55  | ↘53  | ↘51  | ↘48  | ↘44  |
| 2017 | 2018 |      |      |      |      |      |
| →44  | ↘41  |      |      |      |      |      |

## Инфраструктура
Сельскохозяйственные предприятия Серышевского района.